# Lambdina scitata
Lambdina scitata är en fjärilsart som beskrevs av Walker 1862. Lambdina scitata ingår i släktet Lambdina och familjen mätare. Inga underarter finns listade i Catalogue of Life.